# Hermann Claholt
Hermann Claholt (* in Münster; † Trinitatis 1498 in Lübeck) war Ratsherr der Hansestadt Lübeck.

## Leben
Der Kaufmann Hermann Claholt war nach dem Tod des Kaufmanns Heinrich Greverade († 1468) gemeinsam mit dem gleichnamigen Onkel Heinrich Greverade bis zur Volljährigkeit am 19. September 1477 Vormund der Brüder Adolf und Heinrich Greverade († 1500). Er wurde 1484 in den Lübecker Rat erwählt und bewohnte das Haus Königstraße 38 in Lübeck. Am 7. März 1491 verkaufte er gemeinsam mit Heinrich Greverade († 1500) und Johann van der Lucht an Adolf Greverade eine von seiner Schwiegermutter Windelke Greverade († 1491) geerbte jährliche Ewigrente aus Brenkenhagen für 600 Mark Lübisch. Sein Wappen ist in den Lübecker Bürgersiegeln überliefert.
Claholt war verheiratet mit Windelke Greverade, Tochter des Kaufmanns Heinrich Greverade († 1468) und dessen Frau Wendula/Windelke von Pale. Die Tochter Anna Claholt († 14. Januar 1510) war die zweite Frau von Godart Wigerinck. Die Tochter Wendula war die erste Frau des Lübecker Bürgermeisters Gotthard III. von Hoeveln.